# Råå kyrkogård

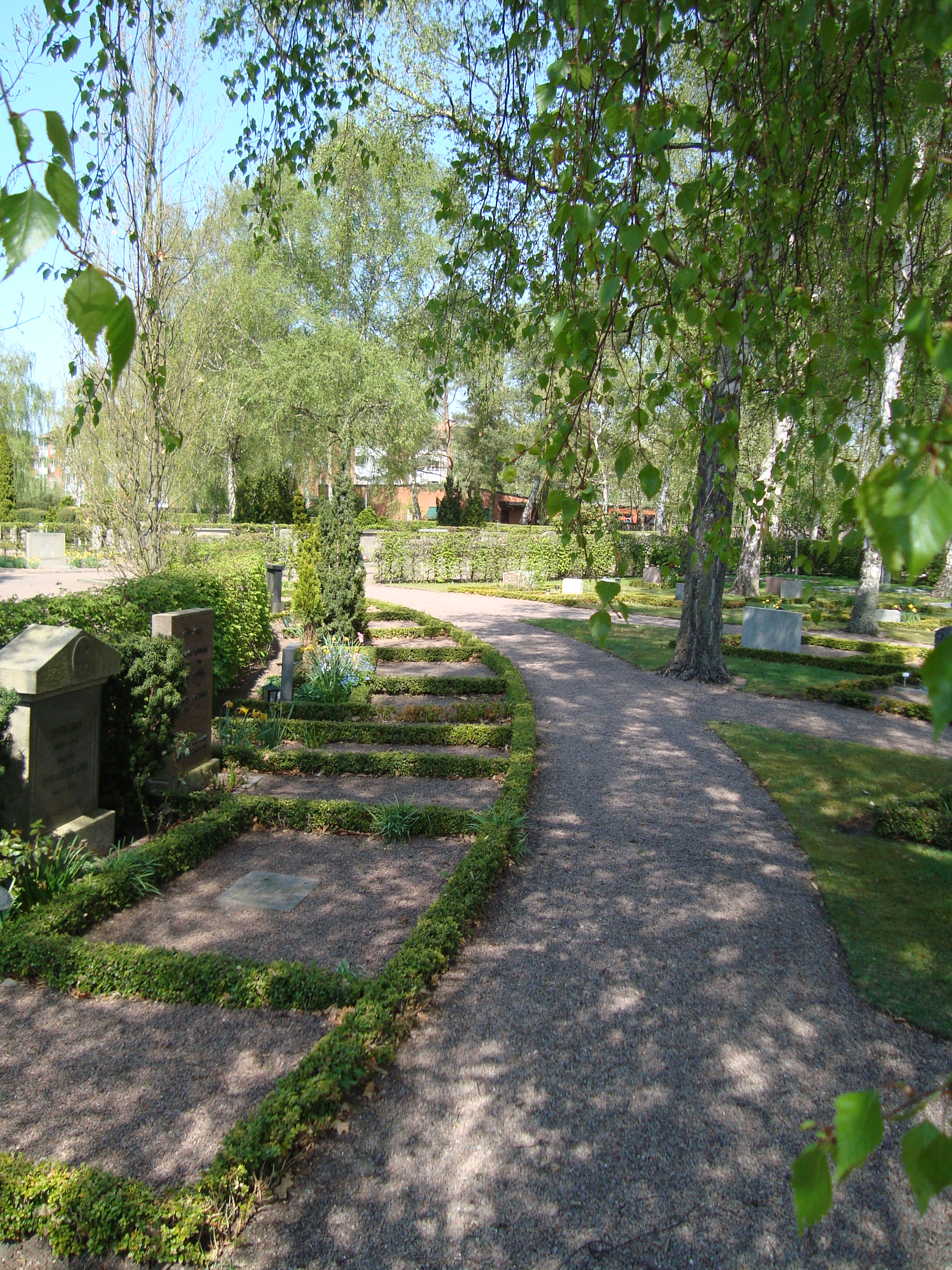
Begravningsplatser.

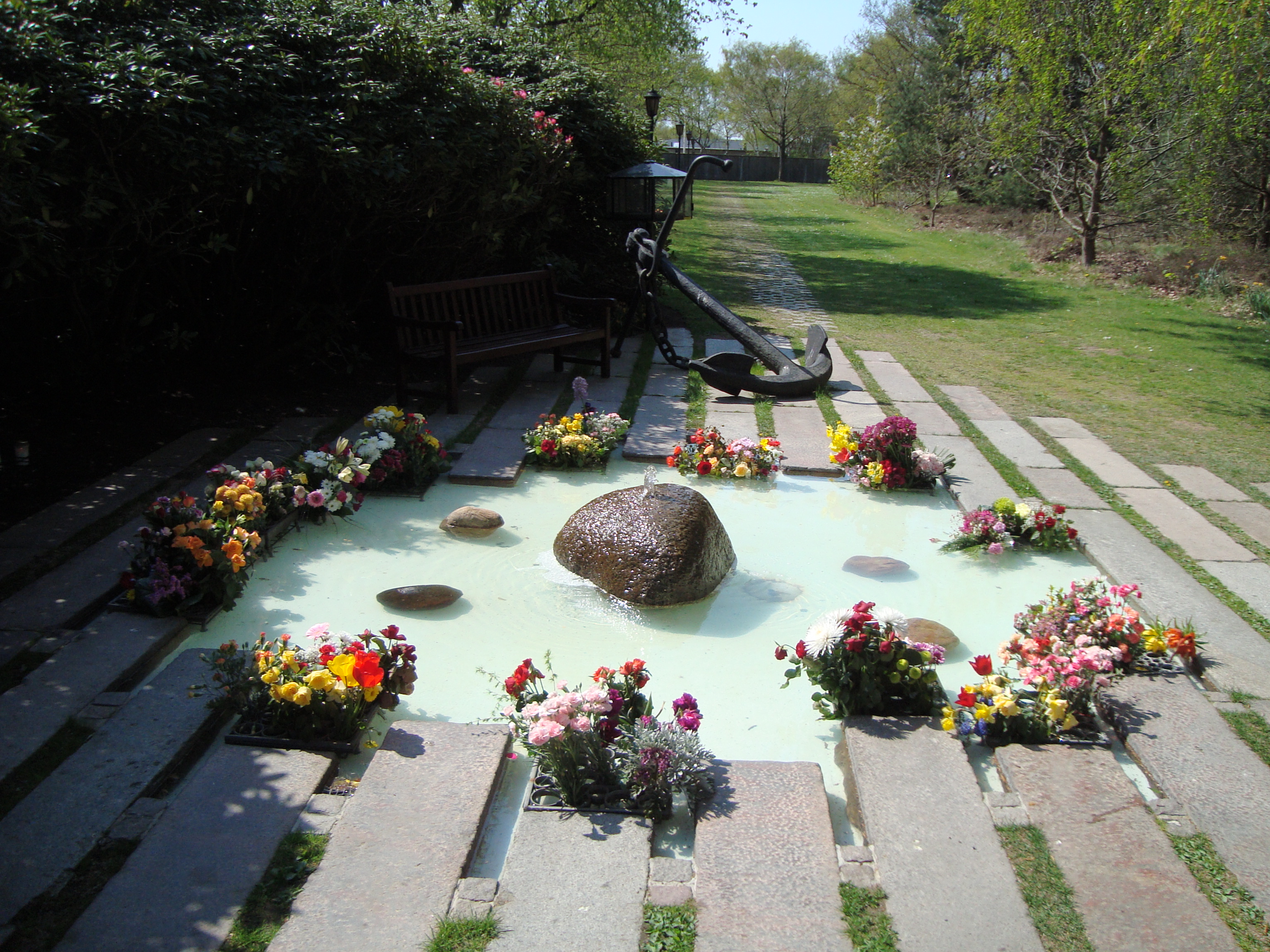
Minneslunden.

Råå kyrkogård är en begravningsplats i det gamla fiskeläget, numera stadsdelen, Råå i södra Helsingborg. Kyrkogården togs i bruk 1882 och drivs och förvaltas av Helsingborgs kyrkogårdsförvaltning, som är en del av Svenska kyrkan i Helsingborg.

## Utformning
Kyrkogården är belägen nära kusten, invid badplatsen Råå vallar i väster. Kyrkogården avgränsas av Industrigatan i väster, Rååvägen i öster och Holger Danskes gata i norr. Söder om kyrkogården ligger Allhelgonakyrkan, samt vårdhem och vårdcentral. Dess norra del är utformad enligt klassiskt mönster från 1800-talet med raka gångar med gravarna grupperade i kvarter mellan och enstaka inslag av träd. Den södra delen består av en större, mer parkliknande, begravningslund. 
Den norra delen av kyrkogården kan delas in i två delar: en öppnare del runt begravningskapellet i öster och en striktare uppdelad del i väster. De två delarna separeras av en mittgång, som leder från kyrkogårdens expedition i norr ner till begravningslunden i söder. Delen vid begravningskapellet delas in i fyra större kvarter av två mittgångar, som korsas vid delens mitt. I korsningens västra sida ligger begravningskapellet. Tre av kvarteren är i sin tur indelade i mindre gravkvarter i nord-sydlig riktning med öppen struktur, medan det nordvästliga kvarteret är indelat av tuktade häckar. Den västra delen orienteras runt en cirkelformad central plats med gångar strålande ut åt norr, väster och söder. Väster om mittplatsen delar gångarna in denna del i två kvarter, som båda i sin tur delas in i fyra mindre kvarter av två korsande gångar. Gångarnas korsningar har markerats av centrumplatser. Kvarteren är här skarpt åtskilda genom strikt tuktade häckar. Delen öster om den centrala platsen är inte lika strikt som den västra delen och består av en mer upplöst form där kvarteren har anpassats för att anknyta till delen kring begravningskapellet.
Begravningslunden i söder är öppnare med stora gräsytor och trädlundar. Vid lundens anknytning till den striktare kyrkogården i norr förgrenas mittgången i en y-form till två gångar som leder ut i lunden. I förgreningen står ett större träkors av konstnären Karl-Bertil Nilsson med inskriptionen "I detta tecken skall du segra". I minneslundens sydligaste ände ligger smyckningsplatsen som består av en mindre, stenlagd plats runt en vattenspegel med en sten är placerad i mitten ur vilken ett mindre springvatten skjuts. Vid platsen ses även ett stort ankare, donerat av Holms skeppsvarv, för att anknyta till ortens historia som sjöfarts- och fiskeort.

### Begravningskapellet
Råå begravingskapell byggdes 1894 som en mindre landsortskyrka och ritades av byggmästare L. Lundström i Råå. Det utformades i nygotisk stil i brunt tegel och tak i koppar. I väster står ett lägre torn med trappstegsgavlar. En tillbyggnad med form av ett lägre absid lades till 1942 efter ritningar av arkitekt G. W. Widmark. Kapellets altartavla skapades av konstnären Anders Nilsson. Kapellet rymmer 55 begravningsgäster.

## Historik
Beslutet att uppföra kyrkogården togs 1880 och man valde en plats väster om Rååvägen, strax söder om folkskolan. Begravningsplatsen täckte vid denna tid endast de fyra kvarteren i den nuvarande kyrkogårdens nordöstra del. Kyrkogården togs i bruk den 7 maj 1882, då kommunalordförande J. Kullin blev den förste att begravas. Kapellet tillkom 1894. Efter hand byggdes kyrkogården ut, först med delen i nordväst. En större utvidgning började planeras 1971, vilken innebar att ett område söder om kyrkogården, kring forngraven "Starkodder", skulle tas i anspråk som bland annat minneslund. Den nya delen invigdes av biskop Olle Nivenius den 5 november 1976 och 1978 tillkom minneslunden. Dock invigdes inte minneslundens smyckningsplats förrän 1981.